# پری‌شاهرخ جامائیکا
پری‌شاهرخ جامائیکا (نام علمی: Icterus leucopteryx) نام یک گونه از سرده پری‌شاهرخ بر جدید است.